# 11316 Fuchitatsuo
11316 Fuchitatsuo (1994 TR3) là một tiểu hành tinh vành đai chính được phát hiện ngày 5 tháng 10 năm 1994 bởi K. Endate và K. Watanabe ở Kitami.